# Cantó de Moissídan
El cantó de Moissídan és un cantó francès del departament de la Dordonya, situat al districte de Perigús. Té 11 municipis i el cap és Moissídan.

## Municipis
- Beupoiet
- Bornhac
- Moissídan
- Sent Estefe de Puei Corbier
- Sent Front de Pradon
- Sent Laurenç daus Urmes
- Sent Lóis d'Eila
- Sent Martin l'Astier
- Sent Meard de Moissídan
- Sent Micheu de Dobla
- Sorzac

## Història
| Data d'elecció                           | Identitat             | Partit     | Qualitat |
| ---------------------------------------- | --------------------- | ---------- | -------- |
| 1970-1998                                | Pierre Bonneau        | MRG        |          |
| 1988-1994                                | Gérard-Jean Chevalier | CNIP i RPR |          |
| 1994-                                    | Roland Laurière       | PS         |          |
| les dades anteriors no són pas conegudes |                       |            |          |
|                                          |                       |            |          |

## Demografia
| 1962  | 1968  | 1975  | 1982  | 1990  | 1999  | 2006  |
| ----- | ----- | ----- | ----- | ----- | ----- | ----- |
| 8.526 | 8.649 | 9.090 | 9.243 | 9.048 | 8.706 | 9.058 |